# チャージ (物理学)
物理学において、チャージ (荷量、charge) は電磁気学における電荷および磁荷や量子色力学におけるカラーチャージなどの種々の物理量を一般化した概念である。チャージは保存された量子数と関連している。

## 形式的定義
より抽象的には、チャージは対象とする物理系の連続対称性の任意の生成作用素（生成演算子）である。物理系がある種の対称性を持つとき、ネーターの定理は保存カレントの存在を示唆する。カレントにおいて“流れているもの”がチャージに相当し、チャージは（局所）対称性の生成演算子である。このチャージは、ネーターチャージと呼ばれることがある。
例えば、電磁気学においては、U(1)対称性の生成演算子が電荷であり、保存するカレントは電流である。
局所的には、あらゆるチャージと関連する力学的な対称性はゲージ場である。 この理論では、チャージはそのゲージ場を"放射"する。このように考えたとき、例えば、電磁気学のゲージ場は電磁場であり、ゲージ粒子は光子である。
"チャージ"という言葉は、対称性の生成演算子を言及する"生成演算子"の類義語として使われることがある。より正確には、対称群がリー群のとき、そのチャージはリー群のルート系に一致するものとして理解することができ、ルート系の離散性によってチャージの量子化を説明することができる。

## チャージの例
様々なチャージの量子数が素粒子物理学の理論によって導入されている。これらは標準模型のチャージを含む：
- カラーチャージ：クォークがもつチャージで、色荷は量子色力学のカラーSU(3)対称性を生成する。
- 弱アイソスピン：弱荷とも。電弱相互作用の量子数であり、電弱SU(2) × U(1)対称性のSU(2)部分を生成する。弱アイソスピンは局所対称であり、そのゲージ粒子はWボソンとZボソンである。
- 電荷：電磁相互作用のチャージ。

近似的対称性のチャージ:
- アイソスピン：対称群はSU(2)フレーバー対称である。ゲージ粒子はパイ中間子である。パイ中間子は基本粒子ではなく、その対称性は近似的である。それはフレーバー対称性の特別な場合である。
- フレーバー量子数：ストレンジネスやチャームのような粒子のチャージで量子数でもある。これらは基本粒子の大域SU(6)フレーバー対称性を生成する。この対称性は重いクォークの質量により悪く破れる (badly broken symmetry) 。

標準模型を拡張する仮説上のチャージ:
- 電磁気学理論の新しいチャージである磁荷。磁荷は実験によって観測されていないが、磁気単極子などの理論に現れる。
- X荷：大統一理論（GUT）において、U(1)X対称性に相当するネーター・チャージ。GUTの破れによりバリオン数とレプトン数が生じる。

素粒子理論の形式化において、チャージ型の量子数はチャージ共役演算子Cによって反転できるものがある。カイラルフェルミオンについては反転できないものが多い。チャージ共役は、二つの等価でないが同型である群表現内に起こる所定の対称群を単に意味する。普通は、二つのチャージ共役表現はリー群の基本表現である。そのとき、それらの積は群の随伴表現を形成する。
一般的な例として、SL(2,C)（スピノル）の二つのチャージ共役基本表現の積はローレンツ群SO(3,1)の随伴表現である。抽象的には、次のように書くことができる：
{\displaystyle 2\otimes {\overline {2}}=3\oplus 1.\ }